# Роман Полянський
Рома́н Поля́нський (пол. Roman Polański, англ. Roman Polanski; ім'я при народженні — Ра́ймунд Рома́н Лі́блінг, пол. Rajmund Roman Liebling; 18 серпня 1933, Париж, Франція) — кінематографіст, уродженець Парижа єврейського походження, який виріс у Польщі і працював переважно у Великій Британії (1963—1967), США (1968—1976) і Франції (після 1976).
Володар найважливіших нагород у кінематографі: «Золотої пальмової гілки» Каннського кінофестивалю, «Золотого ведмедя» Берлінського кінофестивалю, «Золотого лева» Венеційського кінофестивалю за досягнення протягом кар'єри, «Оскара», «Сезара», «Золотого глобуса» і премії BAFTA за найкращу режисуру, а також «Фелікса» за внесок у розвиток кіно.

## Біографія

### Дитинство
Роман Полянський народився в Парижі в єврейській сім'ї. Коли йому було три роки, його батьки повернулися до Польщі і оселились у Кракові. Під час німецької окупації вони опинилися у краківському гетто. Його мати, Була Ліблінг, загинула у концтаборі Белжець, а його батькові, Ришарду Ліблінгу, пощастило вижити у концтаборах Плашув та Маутгаузен. Під час війни Полянський поперемінно жив у різних польських сім'ях. Він згадує, що нацисти використовували його як мішень на стрільбах. Переживши Другу світову війну та уцілівши в краківському гетто, Полянський знайшов себе на акторському терені, граючи в театрі, в радіопостановках і в кіно. У 1945 році він зумів відшукати батька, який направив його вчитися у технічну школу, проте незабаром починає працювати на дитячому телебаченні.

### Польський період
Молодість Романа Полянського припала на соціалістичний період в історії Польщі. У 1953 році двадцятирічний Полянський вперше отримує роботу як актор: у 1955 році він знімається у фільмі «Покоління» Анджея Вайди, який допоміг йому вступити до кіношколи в Лодзі.
Одним з перших фільмів жахів Полянського була короткометражка «Убивство», в якій хтось заходить до кімнати і вбиває сплячу людину. Короткометражка тривала дві хвилини. Його учнівський фільм «Двоє чоловіків з шафою» (1958) отримав 5 міжнародних премій, включаючи бронзову медаль Всесвітньої виставки в Брюсселі 1985 року. Полянський закінчив Кіношколу в Лодзі в 1959 році.
У 1959 році Полянський одружився з акторкою Барбарою Квятковською, з якою прожив у шлюбі до 1962 року. У тому році Полянський зняв свій перший повнометражний фільм «Ніж у воді», прохолодно прийнятий у Польщі, але який викликав сенсацію на іноземних фестивалях і удостоєний номінації на «Оскара» як найкращий іноземний фільм.

### Англо-американський період
Після зйомок фільму Полянський переїхав до Франції, де познайомився з Жераром Браком. Разом вони написали сценарії фільмів «Відраза» (отримав «Срібного ведмедя» на Берлінському кінофестивалі) і «Тупик» (отримав «Золотого ведмедя»). Ці два фільми були зняті в Англії, де Полянський жив з 1964 по 1968 роки.
У 1968 році, після одруження з американською акторкою Шерон Тейт, яку він зустрів на зйомках свого першого кольорового фільму «Безстрашні мисливці на вампірів», він перебрався в США, дебютувавши в Голлівуді картиною «Дитина Розмарі» (1968), що стала помітною віхою в історії кінематографа. Головну роль зіграла Міа Ферроу.
Успіх Полянського в Голлівуді був затьмарений вбивством його вагітної дружини і трьох друзів у 1969 році Сьюзен Аткінс та іншими членами угрупування Чарлза Менсона. Після вбивства Полянський на кілька років виїхав до Європи. Ця трагедія сильно вплинула на всю подальшу творчість режисера.
У 1974 році Полянський повертається в США, де знімає фільм за сценарієм Роберта Тауна «Китайський квартал», в якому головні ролі виконали Джек Ніколсон та Фей Данавей. Фільм удостоївся «Золотого глобуса» за режисуру і був висунутий на «Оскара» в 11 номінаціях (майже у всіх номінаціях його обіграв «Хрещений батько 2»).

### Кримінальне переслідування
У 1977 році Полянського звинуватили в зґвалтуванні 13-річної дівчинки Саманти Ґеймер (у той час відомої як Саманта Ґейл) в будинку актора Джека Ніколсона в Лос-Анджелесі. Фотомодель Ґеймер, яку Полянський запросив нібито для зйомки для французького видання «Vogue», згадувала, що Полянський дав їй шампанське і наркотик (метаквалон), після чого примусив її до орального і анального сексу. Після арешту і пред'явлення звинувачень Полянський визнав себе винним у сексуальних відносинах з малолітньою, щоби за допомогою угоди про визнання провини пом'якшити звинувачення, оскільки спочатку його звинуватили у зґвалтуванні дитини віком до 14 років з використанням алкоголю і наркотичних речовин. До винесення вироку Полянського відпустили під заставу, однак 1 лютого 1978 року, безпосередньо перед винесенням вироку, він утік із США до Великої Британії (в Лондон), а потім, аби уникнути екстрадиції, до Франції.
Згодом у пресі спливли й інші звинувачення. Наприклад, британська акторка Шарлотта Льюїс заявила, що режисер зґвалтував її в паризькому будинку під час зйомок фільму «Пірати» у 1982 році, коли їй було 16 років.

### Французький період
Наступні фільми режисер знімав у Європі, переважно в Франції. У 1979 році вийшла картина «Тесс», за яку Полянський був номінований на «Оскара», а також отримав премію «Сезар». Цю картину Полянський присвятив своїй убитій дружині Шерон Тейт. П'ятнадцятирічна виконавиця головної ролі німецька акторка Настасія Кінські стала коханкою Полянського. Раніше, в 1976 році вона знялася у фотосесії для французького журналу «Vogue», запрошеним редактором якого був Полянський.
Два десятиліття після виходу «Тесс» в творчому відношенні складно назвати вдалими. У 1989 році третьою дружиною Полянського стала французька акторка і модель Еммануель Сеньє; вона народила від нього двох дітей. Полянський зняв її в своїх фільмах «Несамовитий», «Дев'ята брама» і «Гіркий місяць». У 1999 році Роман Полянський зняв містичний трилер «Дев'ята брама», в якому головну роль зіграв Джонні Депп.
У 2002 році Полянський нарешті звернувся до особисто вистражданої для нього теми Голокосту. Цій темі присвячений його фільм «Піаніст». Журі на чолі з Девідом Лінчем присудило картині «Золоту пальмову гілку» Каннського фестивалю, а актор Едрієн Броуді, що зіграв головну роль, став наймолодшим володарем «Оскара» за найкращу чоловічу роль.

### Швейцарський арешт
У вересні 2009 року Роман Полянський прибув до Швейцарії, аби отримати нагороду за свою режисерську діяльність. Організатори кінофестивалю в Цюриху заявили, що 26 вересня 2009 року кінорежисера заарештувала поліція за ордером, виданим у США і датованим 1978 роком, а також на підставі міжнародного ордера на арешт 2005 року.
Під час перебування режисера під арештом на Берлінському кінофестивалі відбулася прем'єра його нового фільму «Примара»; фільм було удостоєно «Срібного ведмедя» за найкращу режисуру. 12 липня 2010 року влада Швейцарії відмовила американському уряду в екстрадиції Полянського до США і звільнила режисера з-під домашнього арешту.

## Фільмографія

### Режисер
- 1962 — Ніж у воді / Nóż w wodzie
- 1965 — Відраза / Repulsion
- 1966 — Тупик / Cul-de-Sac
- 1967 — Бал вампірів / The Fearless Vampire Killers
- 1968 — Дитина Розмарі / Rosemary's Baby
- 1971 — Макбет / The Tragedy of Macbeth
- 1972 — Що? / What?
- 1974 — Китайський квартал / Chinatown
- 1976 — Мешканець / Le Locataire
- 1979 — Тесс / Tess
- 1986 — Пірати / Pirates
- 1988 — Несамовитий / Frantic
- 1992 — Гіркий місяць / Bitter Moon
- 1994 — Смерть і дівчина / Death and the Maiden
- 1999 — Дев'ята брама / The Ninth Gate
- 2002 — Піаніст / The Pianist
- 2005 — Олівер Твіст / Oliver Twist
- 2010 — Примара / The Ghost Writer
- 2011 — Різанина / Carnage
- 2013 — Венера в хутрі / La Vénus à la fourrure
- 2017 — Засновано на реальних подіях / Based on a True Story
- 2019 — Офіцер і шпигун / J'accuse
- 2023 — Палац / The Palace

#### Короткометражні фільми
- 1955 — Велосипед / Rower (фільм не закінчений)
- 1957 — Вбивство / Morderstwo
- 1957 — Ми зіпсуємо вечірку /Rozbijemy zabawę